# Élections européennes de 2009 en Roumanie
Les élections européennes de 2009 en Roumanie se sont déroulées le 7 juin 2009 afin de pourvoir au remplacement des députés de la délégation roumaine au Parlement européen.
Il s'agit de la deuxième élection européenne en Roumanie, la dernière s'étant déroulée à la suite de l'élargissement en 2007. Il s'agissait d'une élection intercalaire, celle de 2009 est la première à se dérouler en même temps que celles des autres États membres.
Le nombre de députés roumains est désormais de 33 (- 2), comme celle déjà prévue par le traité de Nice, le  traité de Lisbonne ne modifiant pas le nombre de députés élus dans ce pays. Il s'agit du pays ayant le ratio de députés au Parlement (4,4 %) le plus proche de sa population par rapport à l'ensemble des habitants de l'Union (4,38 %).
35 députés avaient été élus lors de la période intercalaire 2007-2009.

## Composition 2007
À la suite des élections intercalaires de 2007, les 33 députés du Parlement européen élus en Roumanie étaient répartis comme suit (scrutin à vote unique transférable) :
| Parti | Députés | Groupe européen |
| --- | ------- | --------------- |
| Parti démocrate (Partidul Democrat-Liberal)                                                                        | 13      | PPE             |
| Parti social-démocrate (Partidul Social Democrat)                                                                  | 10      | PSE             |
| Parti national libéral (Partidul Național Liberal)                                                                 | 6       | ADLE            |
| Parti libéral-démocrate (Partidul Liberal Democrat)                                                                | 3       | PPE             |
| Union démocrate magyare de Roumanie (Romániai Magyar Demokrata Szövetség – Uniunea Democrată Maghiară din România) | 2       | PPE             |
| Candidat independant hongrois pour l'autonomie de la Transylvanie (Msgr. László Tőkés)                             | 1       | Verts/ALE       |

## Résultats
| ← Élections au Parlement Européen de 2009 → |                                                      |                |                  |           |         |                |                |
| Partis politiques Candidat indépendant      | Partis politiques Candidat indépendant               | Affiliations   | Affiliations     | Votes     | Votes   | Sièges obtenus | Sièges obtenus |
| Partis politiques Candidat indépendant      | Partis politiques Candidat indépendant               | Parti européen | Groupe politique | #         | %       | #              | +/-            |
|                                             | Parti social-démocrate (PSD) Parti conservateur (PC) | PSE            | S&D              | 1 504 218 | 31,07 % | 11             | +1             |
|                                             | Parti démocrate-libéral (PDL)                        | PPE            | PPE              | 1 438 000 | 29,71 % | 10             | -6             |
|                                             | Parti national libéral (Roumanie) (PNL)              | ELDR           | ADLE             | 702 974   | 14,52 % | 5              | -1             |
|                                             | Union démocrate magyare de Roumanie (UDMR/RMDSZ)     | PPE            | PPE              | 431 739   | 8,92 %  | 3              | +1             |
|                                             | Parti de la Grande Roumanie (PRM)                    | —              | NI               | 419 094   | 8,65 %  | 3              | +3             |
|                                             | Elena Băsescu                                        | —              | PPE              | 204 280   | 4,22 %  | 1              | +1             |
|                                             | Parti national paysan chrétien-démocrate (PNTCD)     | PPE            | —                | 70 428    | 1,45 %  | -              | -              |
|                                             | Pavel Abraham                                        | —              | —                | 49 864    | 1,03 %  | -              | -              |
|                                             | Force citoyenne                                      | —              | —                | 19 436    | 0,40 %  | -              | -              |